# الفيلق الإفريقي

رومل في أفريقيا - صيف 1941

الفيلق الأفريقي (بالألمانية: Afrika korps)  هو فيلق ألماني أوجد بصورة خاصة لدعم القوات الإيطالية في شمال أفريقيا، بدأت مشاركته في العمليات العسكرية في شمال أفريقيا في 12 فبراير 1941 ولعب دورًا كبيرًا في معارك شمال أفريقيا وانتهى كقوة مقاتلة في 13 مايو 1943 بعد استسلام قوات المحور للجيوش البريطانية والأمريكية في تونس.

## التنظيم

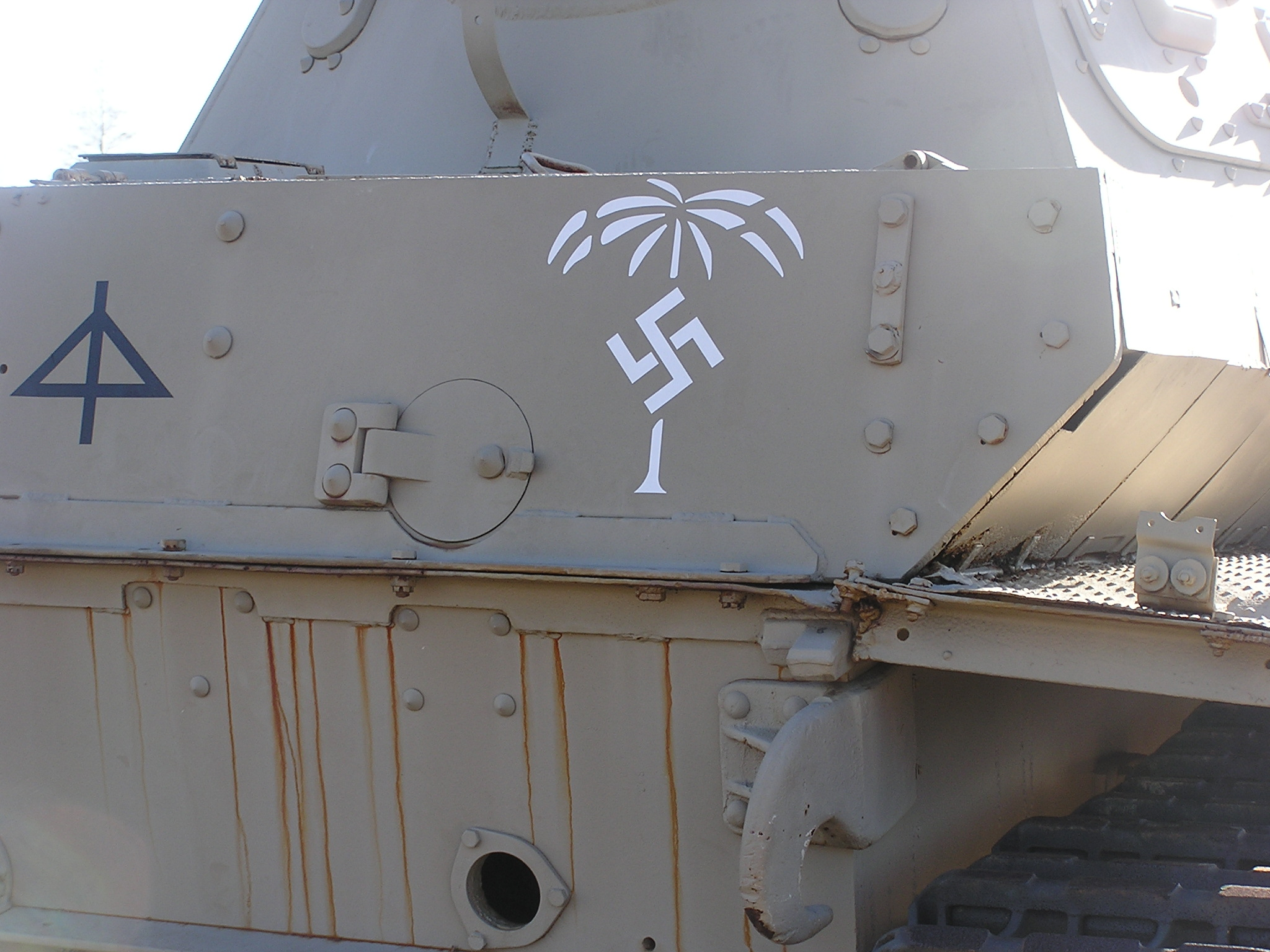
"مركبة ذات أغراض خاصة" تابعة للجيش الألماني

كان الاسم السري (الشفرة أو الكود) لعملية تأسيس فيلق أفريقيا هو زهرة نبات الشمس (بالألمانية: Unternehmen Sonnenblume). تكون الفيلق في بدايته من قوات ألمانية وإيطالية، القوات الألمانية التي انتسبت إلى هذا الفيلق خلال مدة الحملة في شمال أفريقيا والبالغة 27 شهر هي الفرق المدرعة 21 و15، الفرقة 90 الخفيفة، الفرقة 164 الخفيفة وفرقة المشاة 334، ولواء المظليين الأول التابع للجيش الألماني -الفيرماخت- الذي غير اسمه فيما بعد إلى لواء رامكة نسبةً إلى قائده هيرمان بيرنهارد رامكة ولواء المظليين الأول التابع لسلاح الطيران الألماني وكانت قيادته مرتبطة بهيرمان غورينغ، وهناك مقبرة تظم رفات 5000 من المظليين التابعين لهذا اللواء في شبه جزيرة بون في تونس.
اما القوات الإيطالية فهي تسع فرق منها فرقتين مدرعة وفرقتين ميكانيكية وثلاث فرق مشاة ولواء المظليين الأول المسمى لواء فولغور، وكان تدريب هذا الفيلق بصورة أساسية على كيفية القتال في الصحراء وتحمل درجات الحرارة العالية حتى ان درجات حرارة ثكنات هذا الفيلق في أوروبا كانت عالية جدا، منحت هذه القوة اسم الفيلق الأفريقي في اب 1941 بعد ستة أشهر غير هذا الاسم إلى الجيش المدرع الأفريقي ثم غير إلى الجيش المدرع الألماني الإيطالي ثم إلى مجموعة الجيوش الأفريقية
بعد الانزال الأمريكي في الدار البيضاء وصلت وحدات جديدة إلى شمال أفريقيا لتكون الجيش المدرع الخامس وغير اسم الفيلق الأفريقي إلى الفيلق الإيطالي الأول وعين الجنرال الإيطالي جيوفاني ميسي لقيادته في الميدان واعطيت تسمية الفيلق الأفريقي لقوات جديدة فيما أصبح الجنرال رومل القائد العام للجيش المدرع الخامس والفيلق الإيطالي الأول والفيلق الأفريقي الجديد.

## القادة
من أبرز قادة الفيلق الأفريقي:
الجنرال إرفين رومل
الجنرال لودويغ كروويل
الجنرال والتر نهورنغ